# Old Washington
Old Washington – wieś w Stanach Zjednoczonych, w stanie Ohio, w hrabstwie Guernsey.